# Agsu (rayon)
Agsu (Ağsu) é um rayon no centro do Azerbaijão.